# تصفيات كأس العالم 2002 – آسيا المرحلة الأولى
تألفت المرحلة الأولى من التصفيات الآسيوية المؤهلة إلى كأس العالم لكرة القدم 2002 من 40 منتخباً عضو في الاتحاد الآسيوي لكرة القدم.
بعد الانتهاء من جميع مباريات المجموعة يتأهل المنتخب الذي احتل الصدارة إلى المرحلة الثانية، حيث سيتم تقسيم الفرق العشرة المتبقية إلى مجموعتين من خمسة فرق.

## المجموعة 1
| فريق    | لعب | ف | ت | خ | له | عليه | ف.أ | نقاط |
| ------- | --- | - | - | - | -- | ---- | --- | ---- |
| عمان    | 6   | 5 | 1 | 0 | 33 | 3    | +30 | 16   |
| سوريا   | 6   | 4 | 1 | 1 | 40 | 6    | +34 | 13   |
| لاوس    | 6   | 1 | 1 | 4 | 3  | 40   | −37 | 4    |
| الفلبين | 6   | 0 | 1 | 5 | 2  | 29   | −27 | 1    |

| سوريا | 12–0  | الفلبين |
| --- | ----- | ------- |
| سيد بيازيد 14'، 16'، 49'، 77'، 80' · طارق جبان 25' · بشار سرور 27' (ج.) · نهاد البوشي 45' · رغدان شحادة 46' · مهند البوشي 59' · محمد عفش 75' (ج.) · ماهر ملكي 89' | تقرير |         |

| عمان | 12–0  | لاوس |
| --- | ----- | ---- |
| هاني الضابط 6'، 23' (ج.)، 30'، 45'، 45+1' · تقي مبارك السيابي 21' · يعقوب جمعة المخيني 39'، 44' · ناصر زايد 62' (ج.) · فوزي بشير 81'، 85' · محمد خميس العريمي 84' | تقرير |      |

| الفلبين            | 1–5   | سوريا                                                     |
| ------------------ | ----- | --------------------------------------------------------- |
| يانتي بارساليس 59' | تقرير | بشار سرور 42'، 54' · سيد بيازيد 71' · جومرد موسى 77'، 87' |

| لاوس | 0–7   | عمان |
| ---- | ----- | --- |
|      | تقرير | هاني الضابط 15'، 79' · تقي مبارك السيابي 36' · محمد خميس العريمي 39'، 42' · يعقوب جمعة المخيني 43' · مجدي شعبان 90' |

| سوريا | 11–0  | لاوس |
| --- | ----- | ---- |
| محمد عفش 15'، 89' · مهند البوشي 25'، 79' · سيد بيازيد 31'، 53'، 90' · جومرد موسى 33' · بشار سرور 55'، 64' · نهاد البوشي 69' | تقرير |      |

| عمان                                                                              | 7–0   | الفلبين |
| --------------------------------------------------------------------------------- | ----- | ------- |
| هاني الضابط 43' (ج.)، 81' · يعقوب جمعة المخيني 45'، 61'، 68'، 79' · سمير خميس 83' | تقرير |         |

| لاوس | 0–9   | سوريا |
| ---- | ----- | --- |
|      | تقرير | نهاد البوشي 2'، 50' · بشار سرور 34' · سيد بيازيد 37' · رغدان شحادة 46' · خالد الزاهر 55'، 65' · فراس الخطيب 75' · ماهر السيد 81' |

| الفلبين | 0–2   | عمان                        |
| ------- | ----- | --------------------------- |
|         | تقرير | يعقوب جمعة المخيني 11'، 56' |

| سوريا                                        | 3–3   | عمان                                                     |
| -------------------------------------------- | ----- | -------------------------------------------------------- |
| سيد بيازيد 4' · محمد عفش 56' · بشار سرور 68' | تقرير | محمد خميس العريمي 35' · هاني الضابط 55' · مجدي شعبان 81' |

| لاوس                                      | 2–0   | الفلبين |
| ----------------------------------------- | ----- | ------- |
| فينغتا فونساماي 15' · فالاسين دالافون 55' | تقرير |         |

| عمان                                   | 2–0   | سوريا |
| -------------------------------------- | ----- | ----- |
| تقي مبارك السيابي 48' · مجدي شعبان 67' | تقرير |       |

| الفلبين        | 1–1   | لاوس                     |
| -------------- | ----- | ------------------------ |
| جيمي دونيا 20' | تقرير | نيتسافونغ خوفاتشانسي 81' |

## المجموعة 2
| فريق      | لعب | ف | ت | خ | له | عليه | ف.أ | نقاط |
| --------- | --- | - | - | - | -- | ---- | --- | ---- |
| إيران     | 2   | 2 | 0 | 0 | 21 | 0    | +21 | 6    |
| طاجيكستان | 2   | 1 | 0 | 1 | 16 | 2    | +14 | 3    |
| غوام      | 2   | 0 | 0 | 2 | 0  | 35   | −35 | 0    |

| إيران | 19–0  | غوام |
| --- | ----- | ---- |
| فرهاد مجيدي 12'، 75'، 79' · كريم باقري 13'، 23'، 33'، 48'، 67'، 77' · علي كريمي 19'، 55'، 58'، 86' · علي رضا واحدي نيكبخت 31' · علي دائي 34' (ج.)، 53'، 72' · سهراب بختياري زاده 43'، 69' | تقرير |      |

| طاجيكستان | 16–0  | غوام |
| --- | ----- | ---- |
| عليير عاشورمحمدوف 3'، 16' · طاهرجان مؤمنوف 13' · دينيس كنيتل 20' · رستم خوجاييف 26'، 39'، 70' · سهراب حميدوف 31'، 47'، 77'، 89' (ج.) · رحمت الله فضيلوف 52' · ذاكر برديقولوف 62'، 67' · شهرت جباروف 77' · رستم عثمانوف 87' | تقرير |      |

| إيران                            | 2–0   | طاجيكستان |
| -------------------------------- | ----- | --------- |
| علي دائي 47' · مهدي هاشمينسب 54' | تقرير |           |

## المجموعة 3
| فريق      | لعب | ف | ت | خ | له | عليه | ف.أ | نقاط |
| --------- | --- | - | - | - | -- | ---- | --- | ---- |
| قطر       | 6   | 5 | 1 | 0 | 14 | 3    | +11 | 16   |
| فلسطين    | 6   | 2 | 1 | 3 | 8  | 9    | −1  | 7    |
| ماليزيا   | 6   | 2 | 1 | 3 | 8  | 11   | −3  | 7    |
| هونغ كونغ | 6   | 1 | 1 | 4 | 3  | 10   | −7  | 4    |

| قطر                                                                      | 5–1   | ماليزيا      |
| ------------------------------------------------------------------------ | ----- | ------------ |
| محمد سالم العنزي 10'، 37'، 59' · مبارك مصطفى 51' (ج.) · جاسم التميمي 75' | تقرير | رشدي طالب 9' |

| هونغ كونغ       | 1–1   | فلسطين             |
| --------------- | ----- | ------------------ |
| تشان هو مان 72' | تقرير | عماد أبو الخير 64' |

| فلسطين             | 1–2   | قطر                               |
| ------------------ | ----- | --------------------------------- |
| عماد أبو الخير 54' | تقرير | ضاحي النوبي 31' · مبارك مصطفى 65' |

| ماليزيا                         | 2–0   | هونغ كونغ |
| ------------------------------- | ----- | --------- |
| أكمال ريزال أحمد راخلي 46'، 79' | تقرير |           |

| فلسطين         | 1–0   | ماليزيا |
| -------------- | ----- | ------- |
| محمد الجيش 36' | تقرير |         |

| قطر                                          | 2–0   | هونغ كونغ |
| -------------------------------------------- | ----- | --------- |
| محمد سالم العنزي 42' · فينغ جي-جي 67' (ه.ذ.) | تقرير |           |

| فلسطين        | 1–0   | هونغ كونغ |
| ------------- | ----- | --------- |
| فادي لافي 58' | تقرير |           |

| ماليزيا | 0–0   | قطر |
| ------- | ----- | --- |
|         | تقرير |     |

| قطر                            | 2–1   | فلسطين             |
| ------------------------------ | ----- | ------------------ |
| محمد سالم العنزي 24' · حسن 45' | تقرير | عماد أبو الخير 30' |

| هونغ كونغ                         | 2–1   | ماليزيا           |
| --------------------------------- | ----- | ----------------- |
| فينغ جي-جي 11' · كيونغ هي-تشي 78' | تقرير | خير الدين عمر 86' |

| هونغ كونغ | 0–3   | قطر                                                 |
| --------- | ----- | --------------------------------------------------- |
|           | تقرير | ضاحي النوبي 45' · مشعل مبارك 89' · جاسم التميمي 90' |

| ماليزيا                                                                          | 4–3   | فلسطين                                                    |
| -------------------------------------------------------------------------------- | ----- | --------------------------------------------------------- |
| أكمل ريزال أحمد راخلي 21'، 62' (ج.) · خير الدين عمر 53' · إيروان فضلي إيدروس 56' | تقرير | عماد أبو الخير 3' · جمال الحولي 29' (ج.) · محمد الجيش 90' |

## المجموعة 4
| فريق      | لعب | ف | ت | خ | له | عليه | ف.أ | نقاط |
| --------- | --- | - | - | - | -- | ---- | --- | ---- |
| البحرين   | 6   | 5 | 0 | 1 | 9  | 4    | +5  | 15   |
| الكويت    | 6   | 4 | 1 | 1 | 9  | 3    | +6  | 13   |
| قرغيزستان | 6   | 1 | 1 | 4 | 3  | 9    | −6  | 4    |
| سنغافورة  | 6   | 0 | 2 | 4 | 3  | 8    | −5  | 2    |

| البحرين       | 1–2   | الكويت                             |
| ------------- | ----- | ---------------------------------- |
| يوسف عامر 90' | تقرير | جاسم الهويدي 66' · ناصر السوحي 72' |

| سنغافورة | 0–1   | قرغيزستان           |
| -------- | ----- | ------------------- |
|          | تقرير | إيليا كوفالينكو 83' |

| البحرين       | 1–0   | قرغيزستان |
| ------------- | ----- | --------- |
| يوسف عامر 86' | تقرير |           |

| الكويت            | 1–1   | سنغافورة        |
| ----------------- | ----- | --------------- |
| بشار عبد الله 61' | تقرير | نوح علم شاه 86' |

| قرغيزستان | 0–3   | الكويت                                                 |
| --------- | ----- | ------------------------------------------------------ |
|           | تقرير | علي عبد الرضا 61' · جاسم الهويدي 85' · خلف السلامة 90' |

| سنغافورة         | 1–2   | البحرين            |
| ---------------- | ----- | ------------------ |
| محمد نور علي 65' | تقرير | يوسف عامر 15'، 25' |

| قرغيزستان             | 1–2   | البحرين                        |
| --------------------- | ----- | ------------------------------ |
| زاميربيك جوماغولوف 8' | تقرير | محمد سالمين 23' · محمد حسن 74' |

| سنغافورة | 0–1   | الكويت          |
| -------- | ----- | --------------- |
|          | تقرير | خلف السلامة 52' |

| الكويت                          | 2–0   | قرغيزستان |
| ------------------------------- | ----- | --------- |
| جاسم الهويدي 21' · فرج لهيب 87' | تقرير |           |

| البحرين                      | 2–0   | سنغافورة |
| ---------------------------- | ----- | -------- |
| خميس عيد 40' · يوسف عامر 43' | تقرير |          |

| قرغيزستان           | 1–1   | سنغافورة        |
| ------------------- | ----- | --------------- |
| إيليا كوفالينكو 77' | تقرير | إسحاق راتنا 60' |

| الكويت | 0–1   | البحرين       |
| ------ | ----- | ------------- |
|        | تقرير | محمد حسين 72' |

## المجموعة 5
| فريق     | لعب | ف | ت | خ | له | عليه | ف.أ | نقاط |
| -------- | --- | - | - | - | -- | ---- | --- | ---- |
| تايلاند  | 6   | 5 | 1 | 0 | 20 | 5    | +15 | 16   |
| لبنان    | 6   | 4 | 1 | 1 | 26 | 5    | +21 | 13   |
| سريلانكا | 6   | 1 | 1 | 4 | 8  | 20   | −12 | 4    |
| باكستان  | 6   | 0 | 1 | 5 | 5  | 29   | −24 | 1    |

| تايلاند                                                                             | 4–2   | سريلانكا             |
| ----------------------------------------------------------------------------------- | ----- | -------------------- |
| كياتيسوك سيناموانغ 46'، 51' · ثردساك تشايمان 53' · ثاواتشتاي دامرونغ-أونغتراكول 84' | تقرير | إمتياز رحيم 20'، 50' |

| لبنان                                                                                | 6–0   | باكستان |
| ------------------------------------------------------------------------------------ | ----- | ------- |
| هيثم زين 6'، 32'، 88' · موسى حجيج 49' · غيلبرتو دوس سانتوس 51' (ج.) · حسين حمدان 90' | تقرير |         |

| تايلاند                                      | 3–0   | باكستان |
| -------------------------------------------- | ----- | ------- |
| سيكسان بيتورات 35'، 52' · ثردساك تشايمان 86' | تقرير |         |

| لبنان                                             | 4–0   | سريلانكا |
| ------------------------------------------------- | ----- | -------- |
| رضا عنتر 44'، 63' · موسى حجيج 65' · محمد قصاص 90' | تقرير |          |

| باكستان                 | 3–3   | سريلانكا                                                          |
| ----------------------- | ----- | ----------------------------------------------------------------- |
| غوهر زمان 45'، 80'، 85' | تقرير | إمتياز رحيم 45' · تشانا إديري بانداناغي 72' · ويراراتني كاسون 83' |

| لبنان       | 1–2   | تايلاند                                     |
| ----------- | ----- | ------------------------------------------- |
| رضا عنتر 9' | تقرير | سيكسان بيتورات 15' · كياتيسوك سيناموانغ 27' |

| باكستان       | 1–8   | لبنان |
| ------------- | ----- | --- |
| محمد أرشد 20' | تقرير | فيصل عنتر 5' · وارطان غازاريان 10'، 60' · رضا عنتر 32'، 42' · غيلبرتو دوس سانتوس 46'، 88' · مارسيليو ألفيس دا سيلفا 78' |

| سريلانكا | 0–3   | تايلاند                                          |
| -------- | ----- | ------------------------------------------------ |
|          | تقرير | سيكسان بيتورات 37' · كياتيسوك سيناموانغ 50'، 60' |

| سريلانكا | 0–5   | لبنان                                                                                                   |
| -------- | ----- | --- |
|          | تقرير | وارطان غازاريان 25' · فيصل عنتر 37' · مارسيليو ألفيس دا سيلفا 48' · هيثم زين 64' · كوركن ينكيباريان 82' |

| باكستان | 0–6   | تايلاند                                                                                  |
| ------- | ----- | ---------------------------------------------------------------------------------------- |
|         | تقرير | كياتيسوك سيانموانغ 10'، 51'، 55'، 74' · نيويات سيريوونغ 78' · سوراتشاي جيراسيريتشوتي 83' |

| سريلانكا                                            | 3–1   | باكستان      |
| --------------------------------------------------- | ----- | ------------ |
| كاسون جاياسوريا 6'، 48' · تشانا إديري بانداناغي 11' | تقرير | محمد رياض 9' |

| تايلاند                                   | 2–2   | لبنان                               |
| ----------------------------------------- | ----- | ----------------------------------- |
| سيكسان بيتورات 73' · توتشتاوان سريبان 77' | تقرير | وارطان غازاريان 35' · موسى حجيج 87' |

## المجموعة 6
| فريق      | لعب | ف | ت | خ | له | عليه | ف.أ | نقاط |
| --------- | --- | - | - | - | -- | ---- | --- | ---- |
| العراق    | 6   | 4 | 2 | 0 | 28 | 5    | +23 | 14   |
| كازاخستان | 6   | 4 | 2 | 0 | 20 | 2    | +18 | 14   |
| نيبال     | 6   | 2 | 0 | 4 | 13 | 25   | −12 | 6    |
| ماكاو     | 6   | 0 | 0 | 6 | 2  | 31   | −29 | 0    |

كان من المزمع أن تلعب 6 مباريات في كاتماندو من 25 إلى 29 مارس. وبعد انسحاب نيبال من تنظيم المباريات، قرر الاتحاد الآسيوي لكرة القدم اسناد مهمة استضافة المباريات إلى مدينة ألماتي الكازخستانية. ولكن إثر احتجاج من العراق، تقرر لعب أول 6 مباريات في عمان أو بغداد (تم اعتماد بغداد لاحقاً) وباقي المباريات في ألماتي.
| نيبال | 0–6   | كازاخستان |
| ----- | ----- | --- |
|       | تقرير | أوليغ ليتفينينكو 11'، 28' · رافاييل أورازباختين 21' · يفغيني لونيف 73' · رسلان بالتييف 75' · أسخات قادركولوف 82' (ج.) |

| العراق                                                                      | 8–0   | ماكاو |
| --------------------------------------------------------------------------- | ----- | ----- |
| هشام محمد 21'، 31'، 33'، 35'، 76' · صباح جعير 60'، 83' · أحمد كاظم عصاد 88' | تقرير |       |

| كازاخستان                                                          | 3–0   | ماكاو |
| ------------------------------------------------------------------ | ----- | ----- |
| إيغور آفدييف 11' · أوليغ ليتفينينكو 57' · كونستانتين غوروفينكا 68' | تقرير |       |

| نيبال                 | 1–9   | العراق |
| --------------------- | ----- | --- |
| نيراجان راياماجهي 25' | تقرير | عبد الوهاب أبو الهيل 6' (ج.)، 20' (ج.) · هشام محمد 15'، 59' · حبيب جعفر 21' · حيدر نجم 36' · عماد محمد 55' · أحمد كاظم عصاد 65'، 75' |

| نيبال                                                               | 4–1   | ماكاو                |
| ------------------------------------------------------------------- | ----- | -------------------- |
| نيراجان راياماجهي 18'، 61' · باسانتا ثابا 31' · هاري خادكا 74' (ج.) | تقرير | كيت ليونغ تشيونغ 28' |

| كازاخستان        | 1–1   | العراق                        |
| ---------------- | ----- | ----------------------------- |
| رسلان بالتييف 6' | تقرير | عبد الوهاب أبو الهيل 31' (ج.) |

| كازاخستان                                                                                | 4–0   | نيبال |
| ---------------------------------------------------------------------------------------- | ----- | ----- |
| ماكسيم إيغوريفيتش شيفتشينكو 43'، 73' · رسلان بالتييف 69' (ج.) · كونستانتين غوروفينكا 87' | تقرير |       |

| ماكاو | 0–5   | العراق                                                            |
| ----- | ----- | ----------------------------------------------------------------- |
|       | تقرير | عبد الوهاب أبو الهيل 45'، 80' · عباس حسن 57'، 90' · حيدر عبيد 88' |

| ماكاو | 0–5   | كازاخستان                                                                 |
| ----- | ----- | ------------------------------------------------------------------------- |
|       | تقرير | دميتري بياكوف 50'، 70' · إيغور آفدييف 51'، 72' · كونستانتين غوروفينكا 83' |

| العراق                                                                   | 4–2   | نيبال                                  |
| ------------------------------------------------------------------------ | ----- | -------------------------------------- |
| حيدر عبيد 27' · عبد الوهاب أبو الهيل 30' · عماد محمد 33' · عامر مشرف 54' | تقرير | هاري خادكا 37' · نيراجان راياماجهي 63' |

| ماكاو              | 1–6   | نيبال                                                                                        |
| ------------------ | ----- | -------------------------------------------------------------------------------------------- |
| كيم مينغ ليونغ 50' | تقرير | نيراجان راياماجهي 38'، 49'، 56' · بال غوبال ماهارجان 52' · ديباك لاما 67' · باسانتا ثابا 90' |

| العراق         | 1–1   | كازاخستان            |
| -------------- | ----- | -------------------- |
| حيدر محمود 42' | تقرير | أوليغ ليتفينينكو 32' |

## المجموعة 7
| فريق           | لعب | ف | ت | خ | له | عليه | ف.أ | نقاط |
| -------------- | --- | - | - | - | -- | ---- | --- | ---- |
| أوزبكستان      | 6   | 4 | 2 | 0 | 20 | 5    | +15 | 14   |
| تركمانستان     | 6   | 4 | 0 | 2 | 12 | 7    | +5  | 12   |
| الأردن         | 6   | 2 | 2 | 2 | 12 | 7    | +5  | 8    |
| تايبيه الصينية | 6   | 0 | 0 | 6 | 0  | 25   | −25 | 0    |

| تركمانستان                                    | 2–0   | الأردن |
| --------------------------------------------- | ----- | ------ |
| جومادوردي ميريدوف 52' · رجبميرات أغاباييف 81' | تقرير |        |

| أوزبكستان                                                                                              | 7–0   | تايبيه الصينية |
| --- | ----- | -------------- |
| جعفر إيريسميتوف 3'، 23'، 68'، 74' · أليكسي ديونيسييف 21' · فلاديمير مامينوف 35' · غيروغي غيورغرييف 43' | تقرير |                |

| تايبيه الصينية | 0–2   | الأردن                             |
| -------------- | ----- | ---------------------------------- |
|                | تقرير | بلال اللحام 16' · محمود شلباية 57' |

| أوزبكستان          | 1–0   | تركمانستان |
| ------------------ | ----- | ---------- |
| ميرجلال قاسموف 63' | تقرير |            |

| تايبيه الصينية | 0–5   | تركمانستان                                                                                           |
| -------------- | ----- | --- |
|                | تقرير | غوتشغولي غوتشغولييف 5' (ج.) · جومادوردي ميريدوف 44' · كاخا غوغولادزه 53'، 62' · يوري بورودوليموف 72' |

| أوزبكستان                                      | 2–2   | الأردن                               |
| ---------------------------------------------- | ----- | ------------------------------------ |
| فلاديمير مامينوف 53' (ج.) · نيكولاي شيرشوف 65' | تقرير | بدران الشقران 13' · عصام أبو طوق 24' |

| الأردن                                                                                   | 6–0   | تايبيه الصينية |
| ---------------------------------------------------------------------------------------- | ----- | -------------- |
| عصام أبو طوق 45'، 49' (ج.) · بدران الشقران 61' · راتب العوضات 85' · غانم حمارشة 87'، 89' | تقرير |                |

| تركمانستان                 | 2–5   | أوزبكستان |
| -------------------------- | ----- | --- |
| فلاديمير بايراموف 42'، 44' | تقرير | ميرجلال قاسموف 21' (ج.) · جعفر إيريسميتوف 35' · أولوغبيك باكاييف 48' · أندري أكوبيانتس 82' · غيروغي غيورغرييف 88' |

| تايبيه الصينية | 0–4   | أوزبكستان                                          |
| -------------- | ----- | -------------------------------------------------- |
|                | تقرير | جعفر إيريسميتوف 14'، 90' · ميرجلال قاسموف 56'، 58' |

| الأردن          | 1–2   | تركمانستان                                 |
| --------------- | ----- | ------------------------------------------ |
| عصام أبو طوق 7' | تقرير | كاخا غوغولادزه 25' · قربانغلدي دوردييف 85' |

| تركمانستان         | 1–0   | تايبيه الصينية |
| ------------------ | ----- | -------------- |
| كاخا غوغولادزه 37' | تقرير |                |

| الأردن                | 1–1   | أوزبكستان                 |
| --------------------- | ----- | ------------------------- |
| عصام أبو طوق 54' (ج.) | تقرير | فلاديمير مامينوف 77' (ج.) |

## المجموعة 8
| فريق                     | لعب | ف | ت | خ | له | عليه | ف.أ | نقاط |
| ------------------------ | --- | - | - | - | -- | ---- | --- | ---- |
| الإمارات العربية المتحدة | 6   | 4 | 0 | 2 | 21 | 5    | +16 | 12   |
| اليمن                    | 6   | 3 | 2 | 1 | 14 | 8    | +6  | 11   |
| الهند                    | 6   | 3 | 2 | 1 | 11 | 5    | +6  | 11   |
| بروناي                   | 6   | 0 | 0 | 6 | 0  | 28   | −28 | 0    |

| بروناي | 0–5   | اليمن                                                                     |
| ------ | ----- | ------------------------------------------------------------------------- |
|        | تقرير | أنور السروري 8' · عادل السالمي 52' · علي العمقي 82' · علي النونو 86'، 88' |

| الهند      | 1–0   | الإمارات العربية المتحدة |
| ---------- | ----- | ------------------------ |
| ألبرتو 71' | تقرير |                          |

| بروناي | 0–12  | الإمارات العربية المتحدة |
| ------ | ----- | --- |
|        | تقرير | ياسر سالم علي 1'، 58'، 67'، 75'، 81' · محمد عمر 12'، 45' · محمد إبراهيم حسين 27' · سبيت خاطر 38' · عبد السلام جمعة 49' · علي مؤمن 50' (ه.ذ.) · فهد مسعود 90' |

| الهند               | 1–1   | اليمن                   |
| ------------------- | ----- | ----------------------- |
| بايتشونغ بهوتيا 53' | تقرير | عبد السلام الغرباني 43' |

| الإمارات العربية المتحدة | 1–0   | الهند |
| ------------------------ | ----- | ----- |
| سبيت خاطر 63'            | تقرير |       |

| اليمن                   | 1–0   | بروناي |
| ----------------------- | ----- | ------ |
| عبد السلام الغرباني 75' | تقرير |        |

| اليمن                 | 3–3   | الهند                                        |
| --------------------- | ----- | -------------------------------------------- |
| عادل السالمي 13' (ج.) | تقرير | جو بول أنتشيري 16'، 38' · آي. م. فيجايان 51' |

| الإمارات العربية المتحدة                                | 4–0   | بروناي |
| ------------------------------------------------------- | ----- | ------ |
| ياسر سالم علي 20'، 50' · سعيد الكاس 70' · فيصل خليل 86' | تقرير |        |

| اليمن                                    | 2–1   | الإمارات العربية المتحدة |
| ---------------------------------------- | ----- | ------------------------ |
| عبد السلام الغرباني 52' · علي النونو 73' | تقرير | سعيد الكاس 44'           |

| بروناي | 0–1   | الهند              |
| ------ | ----- | ------------------ |
|        | تقرير | جو بول أنتشيري 75' |

| الإمارات العربية المتحدة                | 3–2   | اليمن                             |
| --------------------------------------- | ----- | --------------------------------- |
| سعيد الكاس 37'، 40' · ياسر سالم علي 45' | تقرير | علي النونو 39' · عادل السالمي 61' |

| الهند                                                                                                  | 5–0   | بروناي |
| --- | ----- | ------ |
| جوليس ألبرتو 12' · آي. م. فيجايان 23' · بايتشونغ بهوتيا 35' (ج.) · جو بول أنتشيري 59' · عبد الحكيم 80' | تقرير |        |

## المجموعة 9
| فريق      | لعب | ف | ت | خ | له | عليه | ف.أ | نقاط |
| --------- | --- | - | - | - | -- | ---- | --- | ---- |
| الصين     | 6   | 6 | 0 | 0 | 25 | 3    | +22 | 18   |
| إندونيسيا | 6   | 4 | 0 | 2 | 16 | 7    | +9  | 12   |
| المالديف  | 6   | 1 | 1 | 4 | 8  | 19   | −11 | 4    |
| كمبوديا   | 6   | 0 | 1 | 5 | 2  | 22   | −20 | 1    |

| المالديف                                                                   | 6–0   | كمبوديا |
| -------------------------------------------------------------------------- | ----- | ------- |
| علي عمر 33'، 79' · آدم عبد اللطيف 52'، 90' · علي شيهام 68' · أشرف لطفي 82' | تقرير |         |

| إندونيسيا | 5–0   | المالديف |
| --- | ----- | -------- |
| أغونغ سيتيابودي 7' · كورنياوان دوي يوليانتو 13' · بيما ساكتي 51' · أوستون ناواوي 61' · بامبانغ بامونغكاس 67' | تقرير |          |

| كمبوديا         | 1–1   | المالديف         |
| --------------- | ----- | ---------------- |
| تشيا ماكارا 78' | تقرير | إسماعيل نسيم 67' |

| إندونيسيا                                                                                             | 6–0   | كمبوديا |
| --- | ----- | ------- |
| سام إل ناسا 26' (ه.ذ.) · أوستون ناواوي 42'، 46'، 71' · أبليس تيكواري 73' · كورنياوان دوي يوليانتو 76' | تقرير |         |

| الصين | 10–1  | المالديف      |
| --- | ----- | ------------- |
| شو يونلونغ 12'، 45' · وو تشينغيينغ 18' · شي هوي 42'، 50'، 63' · فان جيي 52'، 74' (ج.) · يانغ تشين 61' · لي ويفينغ 89' | تقرير | محمد جميل 61' |

| المالديف | 0–1   | الصين      |
| -------- | ----- | ---------- |
|          | تقرير | شي هوي 44' |

| كمبوديا | 0–2   | إندونيسيا                                  |
| ------- | ----- | ------------------------------------------ |
|         | تقرير | إيكو بورجيانتو 78' · بامبانغ بامونغكاس 87' |

| كمبوديا | 0–4   | الصين                                         |
| ------- | ----- | --------------------------------------------- |
|         | تقرير | لي جينيو 5'، 63' · تشو بو 43' · ما مينغيو 58' |

| المالديف | 0–2   | إندونيسيا                                    |
| -------- | ----- | -------------------------------------------- |
|          | تقرير | كورنياوان دوي يوليانتو 10' · إيسمد سفيان 50' |

| الصين                                                          | 5–1   | إندونيسيا                  |
| -------------------------------------------------------------- | ----- | -------------------------- |
| لي ويفينغ 50' · يانغ تشين 62' · شي هوي 71'، 90' · تشي هونغ 82' | تقرير | كورنياوان دوي يوليانتو 40' |

| الصين                                       | 3–1   | كمبوديا         |
| ------------------------------------------- | ----- | --------------- |
| ما مينغيو 5' · شو يونلونغ 22' · لي بينغ 87' | تقرير | تشيا ماكارا 12' |

| إندونيسيا | 0–2   | الصين                         |
| --------- | ----- | ----------------------------- |
|           | تقرير | شي هوي 45' · وو تشينغيينغ 69' |

## المجموعة 10
| فريق     | لعب | ف | ت | خ | له | عليه | ف.أ | نقاط |
| -------- | --- | - | - | - | -- | ---- | --- | ---- |
| السعودية | 6   | 6 | 0 | 0 | 30 | 0    | +30 | 18   |
| فيتنام   | 6   | 3 | 1 | 2 | 9  | 9    | 0   | 10   |
| بنغلاديش | 6   | 1 | 2 | 3 | 5  | 15   | −10 | 5    |
| منغوليا  | 6   | 0 | 1 | 5 | 2  | 22   | −20 | 1    |

| فيتنام | 0–0   | بنغلاديش |
| ------ | ----- | -------- |
|        | تقرير |          |

| السعودية                                                                               | 6–0   | منغوليا |
| -------------------------------------------------------------------------------------- | ----- | ------- |
| محمد الشلهوب 10'، 25' · عبيد الدوسري 23' · حسين عبد الغني 30'، 59' · مرزوق العتيبي 71' | تقرير |         |

| منغوليا | 0–1   | فيتنام                  |
| ------- | ----- | ----------------------- |
|         | تقرير | نغوين هونغ سون 45' (ج.) |

| بنغلاديش | 0–3   | السعودية                               |
| -------- | ----- | -------------------------------------- |
|          | تقرير | طلال المشعل 30'، 85' · سامي الجابر 63' |

| منغوليا | 0–3   | بنغلاديش                                     |
| ------- | ----- | -------------------------------------------- |
|         | تقرير | محمد ألفاظ 41'، 60' · ركن الزمان كانتشان 85' |

| السعودية                                         | 5–0   | فيتنام |
| ------------------------------------------------ | ----- | ------ |
| طلال المشعل 17'، 88' · سامي الجابر 29'، 70'، 90' | تقرير |        |

| منغوليا | 0–6   | السعودية                                                                                        |
| ------- | ----- | ----------------------------------------------------------------------------------------------- |
|         | تقرير | سامي الجابر 20' · محمد الشلهوب 24' · طلال المشعل 28' · عبيد الدوسري 40'، 86' · محمد الخليوي 76' |

| بنغلاديش | 0–4   | فيتنام                                                                |
| -------- | ----- | --------------------------------------------------------------------- |
|          | تقرير | نغوين فان سي 65' · نغوين هونغ سون 73'، 87' (ج.) · نغوين ترونغ فين 77' |

| فيتنام                                           | 4–0   | منغوليا |
| ------------------------------------------------ | ----- | ------- |
| نغوين لونغ فوك 3'، 87' · نغوين هونغ سون 15'، 21' | تقرير |         |

| السعودية                                                            | 6–0   | بنغلاديش |
| ------------------------------------------------------------------- | ----- | -------- |
| محسن الحارثي 5' · طلال المشعل 27'، 28'، 43' · عبيد الدوسري 33'، 38' | تقرير |          |

| بنغلاديش            | 2–2   | منغوليا                                        |
| ------------------- | ----- | ---------------------------------------------- |
| محمد سوجان 80'، 82' | تقرير | بايارزوريغ دافا 36' · بولد بومان-أوتشرال 90+4' |

| فيتنام | 0–4   | السعودية                                     |
| ------ | ----- | -------------------------------------------- |
|        | تقرير | طلال المشعل 31'، 71'، 79' · عبيد الدوسري 88' |

## روابط خارجية
- FIFA.com[وصلة مكسورة]
- صفحة RSSSF